# Medizificon Verlag
Der Medizificon Verlag (Eigenschreibweise: medizificon Verlag) für Medizin, Finanzen und Controlling wurde 2025 von Sandra Thoms und Jannis Radeleff mit Sitz in Mannheim gegründet; 2009 erfolgte der Umzug nach Oldenburg, Ende 2011 dann ein Wechsel nach Frankfurt am Main. Der Verlagsname wurde aus den drei großen Themenbereichen gebildet. 2014 wurde das Unternehmen von Heidelberger medhochzwei Verlag übernommen.
Der Verlagsschwerpunkt lag auf den Themen Gesundheitsökonomie und Krankenhausfinanzierung. Die Titel des Verlags richteten sich an Ärzte im Krankenhaus, Medizincontroller und medizinische Dokumentare.
Bei den ersten Titeln handelte es sich um DRG-Kodierleitfäden zu unterschiedlichen medizinischen Fachgebieten. Diese Bücher sollten dem Krankenhauspersonal bei der Abrechnung mit der Krankenkasse, die seit 2004 gesetzlich vorgeschrieben ist, eine Hilfestellung geben. In dem Bereich gehörte medizificon zu Deutschlands führenden Fachverlagen. 
Weiterhin erschienen Lehr- und Übungsbücher, immer mit praktischem Ansatz, so dass der Leser die gesammelten Informationen gleich anwenden kann. Der Verlag war wirtschaftlich selbständig. Pro Jahr erschienen fünf bis sechs neue Titel (inklusive der Kodierleitfäden, die aufgrund der regelmäßigen Änderungen in den Kodierrichtlinien jährlich neu aufgelegt wurden).